# Johnny Anker Hansen
 Der er flere personer med dette navn, se Johnny Hansen.
Johnny Anker Hansen (født 11. juli 1966) er en tidligere dansk fodboldspiller. Han opnåede 12 A-landskampe for Danmark uden scoringer.
Klubkarriere:
- OB
- Ajax Amsterdam
- OB
- Silkeborg IF
- Esbjerg fB
- Silkeborg IF